# Kira Carstensen
Kira Carstensen ist eine Filmproduzentin, die bei der Oscarverleihung 2012 für die Produktion von The Tsunami and the Cherry Blossom zusammen mit der Regisseurin Lucy Walker für den Oscar in der Kategorie Bester Dokumentar-Kurzfilm nominiert war. Carstensen und Walker wurden für diesen Film zusammen mit Tim Case und Charles Salice  2012 auch für zwei News & Documentary Emmy Awards nominiert. Carstensens Karriere begann 1995 als Associate Producer bei der Fernsehserie Favorite Deadly Sins. Seit 2011 produziert sie ausschließlich dokumentarische Kurzfilme.

## Filmografie (Auswahl)
- 1995: Favorite Deadly Sins
- 2011: The Tsunami and the Cherry Blossom
- 2012: The Red Pill (Kurzdokumentation)
- 2013: Secrets of the Mongolian Archers
- 2013: The Rein of Mary King
- 2013: Crooked Lines
- 2024: Your Monster